# 小行星6473
小行星6473（英語：6473 Winkler）是一颗围绕太阳公转的小行星。1986年4月9日，愛德華·鮑威爾在可可尼诺县发现了此天体。
这颗小行星的绝对星等为329.74108等。